# Prix de la Réunification nationale
Le prix de la Réunification nationale (coréen : 조국통일상) est une récompense de la Corée du Nord, décernée par le Présidium de l'Assemblée populaire suprême aux personnes ayant contribué à la réunification de la Corée. Ce prix a été institué en 1990.

## Nomination
- - An Ji-saeng
  - An U-saeng
  - Ryu Mi-yong

### 1990
- Moon Ik-hwan
- Yun I-sang

### 1998
- Kim Chaek
- Kang Ryang-uk
- Ho Jong-suk
- Kim Jong-thae
- Choe Yong-do
- Hong Myong-hui
- Ho Hon
- Kim Ku
- Kim Kyu-sik
- Rim Su-gyong
- Kim Ki-hyon
- Jo Nam-jin
- Ryo Yon-gu
- Phyo Mu-won

### 1999
- Kim Pyong-sik
- O Ik-je

### 2005
- Kim Yong-sun
- Kang Ung-jin
- Son Song-phil
- Ju Chang-jun
- Ryo Won-gu
- Song Ho-gyong
- Nam Sung-u
- Ho Nam-gi
- Yang In-won
- Cha Sang-bo
- Sok Myong-son

### 2007
- Rim Tong-ok
- Han Ung-sik
- Pak Ryol
- Yun Song-sik
- Jong In-sok
- Ri U-song
- Jong In-bo
- Jang Pyong-thae
- Kim Jong-sik
- Yun Kum-sok
- An Hung-gap
- Han Hak-su
- Ri Jung-rak
- Kim Yong-sul

### 2012
- Kim Jung-rin
- Moon Sun-myung